# Intercity Football League 2015-2016
La Intercity Football League 2015-2016 è stato il 9º campionato professionistico taiwanese maschile di calcio, vinto dal Taiwan Power Company Football Club.

## Qualificazioni
Le partite di qualificazione si sono svolte dal 16 al 18 maggio e dal 15 al 17 agosto 2015 presso lo stadio di calcio Bailing di Taipei e lo stadio di calcio Yonghua di Tainan.

### Primo turno
| Squadra       | Pt | G | V | N | P | GF | GS | DG |
| ------------- | -- | - | - | - | - | -- | -- | -- |
| Taichung City | 9  | 3 | 3 | 0 | 0 | 12 | 6  | +6 |
| Royal Blues   | 4  | 3 | 1 | 1 | 1 | 10 | 8  | +2 |
| Inter Taipei  | 2  | 3 | 0 | 2 | 1 | 4  | 6  | -2 |
| Taipei FC     | 1  | 3 | 0 | 1 | 2 | 4  | 10 | -6 |

### Secondo turno
| Squadra       | Pt | G | V | N | P | GF | GS | DG |
| ------------- | -- | - | - | - | - | -- | -- | -- |
| Taichung City | 4  | 2 | 1 | 1 | 0 | 7  | 3  | +4 |
| Royal Blues   | 4  | 2 | 1 | 1 | 0 | 2  | 1  | +1 |
| Tainan City   | 0  | 2 | 0 | 0 | 2 | 2  | 7  | -5 |

## Classifica
|                   | Pos. | Squadra                | Pt | G  | V  | N | P  | GF | GS | DR  |
| ----------------- | ---- | ---------------------- | -- | -- | -- | - | -- | -- | -- | --- |
| Taiwan (bandiera) | 1.   | Taiwan Power Co.       | 37 | 14 | 12 | 1 | 1  | 58 | 5  | +53 |
|                   | 2.   | Tatung                 | 30 | 14 | 9  | 3 | 2  | 46 | 12 | +34 |
|                   | 3.   | NTUPES                 | 27 | 14 | 8  | 3 | 3  | 41 | 17 | +24 |
|                   | 4.   | NSTC                   | 25 | 14 | 8  | 1 | 5  | 39 | 25 | +14 |
|                   | 5.   | Royal Blues            | 20 | 14 | 6  | 2 | 6  | 35 | 25 | +10 |
|                   | 6.   | Ming Chuan University  | 17 | 14 | 5  | 2 | 7  | 23 | 28 | -5  |
|                   | 7.   | Taichung City          | 6  | 14 | 2  | 0 | 12 | 17 | 73 | -56 |
|                   | 8.   | Air Source Development | 0  | 14 | 0  | 0 | 14 | 11 | 85 | -74 |